# Leonard Chodźko
Leonard Borejko Chodźko herbu Kościesza (ur. 1800 w Oborku w powiecie oszmiańskim, zm. 12 marca 1871 w Poitiers) – polski historyk, geograf, kartograf, archiwista, wydawca i działacz emigracyjny.

## Życiorys
Był synem Ludwika, uczestnika insurekcji kościuszkowskiej, i Walerii z Dederków.
Kształcił się w Mołodecznie, gdzie zaprzyjaźnił się z Tomaszem Zanem. Uczęszczał do szkoły bazylianów przy Borunach. W latach 1816–1817 uczęszczał na wydział prawny Uniwersytetu Wileńskiego. Należał do Filaretów. Poznał wówczas Adama Mickiewicza.
W 1819 został osobistym sekretarzem ks. Michała Kleofasa Ogińskiego, z którym w 1822 na zawsze opuścił Litwę. Po czteroletnim pobycie w Niemczech, Włoszech, Niderlandach i Anglii osiadł na stałe w Paryżu w 1826.
Był jednym z animatorów życia politycznego Wielkiej Emigracji po powstaniu listopadowym. Jeszcze przed jego wybuchem zorganizował 12 lutego 1830 wielką manifestację w Paryżu, w rocznicę urodzin Tadeusza Kościuszki z udziałem Marie Josepha de La Fayette i Wiktora Hugo. W czasie rewolucji lipcowej jako kapitan gwardii narodowej został adiutantem gen. La Fayette. Ranny w nogę, zmuszony był wycofać się z działalności politycznej.
Sekretarzował zawiązanemu w Paryżu Towarzystwu Litewskiemu i Ziem Ruskich.
Był członkiem kierowanego przez Joachima Lelewela Komitetu Narodowego Polskiego. Jako jeden z wtajemniczonych w sprzysiężenie Zemsta Ludu, w 1833 przygotowywał zbrojną wyprawę płka Józefa Zaliwskiego do Królestwa Polskiego.
Prześladowany przez ambasadę Rosji w Paryżu, został zmuszony przez ulegające jej presji władze francuskie do wyjazdu ze stolicy Francji i udał się do Wielkiej Brytanii.
W 1834 powrócił do Paryża, poświęcając się pracy naukowej.
We wrześniu 1834 poślubił działaczkę emigracyjną Olimpię Maleszewską.
Jak sam napisał w liście do Adama Mickiewicza dążeniem i celem jego życia stało się odświeżyć przeszłość a bronić teraźniejszość polską przed światem.
Napisał i wydał drukiem setki swoich prac historycznych, geograficznych i statystycznych, przeważnie w języku francuskim. Sam opracował, sporządził pomiary kartograficzne dziesiątków map historycznych i geograficznych.
Zajął się także działalnością edytorską, opracowując i wydając ważne pozycje literatury polskiej.

## Dzieła
- Pamiętniki Michała Kleofasa Ogińskiego, wydane w 4 tomach w języku francuskim przez Chodźkę w latach 1826-1827
- Histoire des légions polonaise en Italie sous le commandement du général Dombrowski Paris,(1829)
- Tableau de la Pologne ancienne et moderne sous le rapport géographique, statistique, géologique etc. (1830)
- Histoire politique de la Lituanie, depuis la réunion de la Pologne en 1386, jusqu’à son insurrection en 1831 (1831)
- La Pologne, historique, littéraire, monumentale et illustrée, w trzech tomach w latach 1835–1842; miało też edycję jednotomową (1839)
- Biographie du géneral Kościuszko (1837)
- Massacres de Galicie et Cracovie confisquée par l’ Autriche en 1846 (1861)
- Histoire populaire de la Pologne (1863), miała 14 wydań i nakład 112 000 egzemplarzy, była podręcznikiem szkolnym dla dzieci emigrantów
- Recueil des traités, conventions, actes diplomatiques etc. relatifs à la Pologne, de 1762 á 1862
- Un évêque polonais – Le métropolitain Kasimir-Gaspard, Colonna Cieciszowski et son temps 1745-1831 – (1866)

Oprócz tego publikował hasła swojego autorstwa w encyklopediach, słownikach i dziennikach francuskich i brytyjskich. W Grand dictionnaire universel opublikował ponad 300 haseł o sławnych Polakach. Inspirował także prasę francuską, niejednokrotnie jego wyjaśnienia stanowiły dla niej jedyne źródło wiedzy o Polsce.
Wydał liczne mapy swojego autorstwa: m.in. mapę siedmiu rozbiorów Polski, mapę statystyczną dróg w Polsce, liczne mapy Rosji i krajów położonych nad Morzem Bałtyckim i Morzem Czarnym.
Kolekcjonował wydawane przez emigrantów książki, broszury, manifesty, druki ulotne. Zachował dla potomności korespondencję działaczy emigracyjnych. Pozostawił po sobie kopie dokumentów do historii Polski w latach 1657–1863, liczące 125 tomów. Później zbiory te stały się podwalinami kolekcji Muzeum Narodowego Polskiego w Rapperswil.
W latach 1860–1871 był członkiem honorowym Poznańskiego Towarzystwa Przyjaciół Nauk.

## Literatura dodatkowa
- Władysława Borkowska: Chodźko Leonard. W: Polski Słownik Biograficzny. T. 3: Brożek Jan – Chwalczewski Franciszek. Kraków: Polska Akademia Umiejętności – Skład Główny w Księgarniach Gebethnera i Wolffa, 1937, s. 386–388. Reprint: Zakład Narodowy im. Ossolińskich, Kraków 1989, ISBN 83-04-03291-0.